# Euplexia
Euplexia là một chi bướm đêm thuộc họ Noctuidae.

## Loài
- Euplexia albiclausa Warren, 1916
- Euplexia albifusa (Hampson, 1908)
- Euplexia albilineola (Wileman & South, 1918)
- Euplexia albinota (Moore, 1867)
- Euplexia albirena Wileman, 1914
- Euplexia alboguttata Warren, 1912
- Euplexia albonota Hampson, 1893
- Euplexia amblypennis Strand, 1920
- Euplexia annapurna Hreblay & Ronkay, 1998
- Euplexia atrovirens (Moore, 1867)
- Euplexia augens Felder & Rogenhofer, 1874
- Euplexia azyga Hampson, 1908
- Euplexia benesimilis McDunnough, 1922
- Euplexia borbonica Viette, 1957
- Euplexia carnefusa Warren, 1912
- Euplexia carneola Warren, 1912
- Euplexia catephiodes Hampson, 1908
- Euplexia cervinipennis Warren, 1912
- Euplexia chalybsa Hampson, 1908
- Euplexia chlorerythra Swinhoe, 1895
- Euplexia chlorogrammata Hampson, 1902
- Euplexia complicata Warren, 1912
- Euplexia connexa Warren, 1912
- Euplexia cuprea Moore, 1874
- Euplexia delineata Warren, 1912
- Euplexia dinawa Bethune-Baker, 1906
- Euplexia discisignata Moore, 1867
- Euplexia dubiosa (Bethune-Baker, 1891)
- Euplexia euplexina (Rebel, 1917)
- Euplexia exangulata Warren, 1912
- Euplexia fasciata Hampson, 1891
- Euplexia figurata Warren, 1912
- Euplexia ikondae Berio, 1973
- Euplexia imperator Laporte, 1984
- Euplexia internimarginata Rothschild, 1915
- Euplexia jabalsabira Hacker & Fibiger, 2002
- Euplexia japonica Leech, 1889
- Euplexia jordansi Draudt, 1950
- Euplexia koreaplexia Bryk, 1949
- Euplexia latibasalis Warren, 1913
- Euplexia likianga Kononenko, 1996
- Euplexia lilacina Hreblay & Ronkay, 1998
- Euplexia literata (Moore, 1882)
- Euplexia lucipara – Small Angle Shades (Linnaeus, 1758)
- Euplexia lucisquama Warren, 1912
- Euplexia magniclavis (Hampson, 1898)
- Euplexia magnirena Warren, 1912
- Euplexia melanistis Hampson, 1908
- Euplexia melanocycla Hampson, 1908
- Euplexia mercieri Laporte, 1984
- Euplexia monilis (Moore, 1881)
- Euplexia morosa Walker, 1869
- Euplexia mucronata (Moore, 1881)
- Euplexia muscosa Warren, 1912
- Euplexia nigrina Draudt, 1950
- Euplexia nyassana Gaede, 1915
- Euplexia olivacea (Moore, 1881)
- Euplexia pali Hreblay & Ronkay, 1998
- Euplexia pardaria (Moore, 1882)
- Euplexia pericalles Fletcher, 1961
- Euplexia picturata (Leech, 1900)
- Euplexia pinoni Laporte, 1984
- Euplexia cây mậnbeomarginata Hampson, 1895
- Euplexia poliochroa Hampson, 1908
- Euplexia polycmeta Turner, 1902
- Euplexia pratti (Bethune-Baker, 1906)
- Euplexia resplendens Warren, 1912
- Euplexia rhoda Hampson, 1908
- Euplexia semifascia (Walker, 1865)
- Euplexia shoana Laporte, 1984
- Euplexia sinuata Moore, 1882
- Euplexia splendida Sugi, 1958
- Euplexia tibetensis Warren, 1912
- Euplexia triplaga (Walker, 1857) (đồng nghĩa: Euplexia brillians Barnes & McDunnough, 1911)
- Euplexia venosa (Moore, 1882)
- Euplexia vetula Clarke, 1971
- Euplexia viridisparsa Berio, 1939

## Hình ảnh

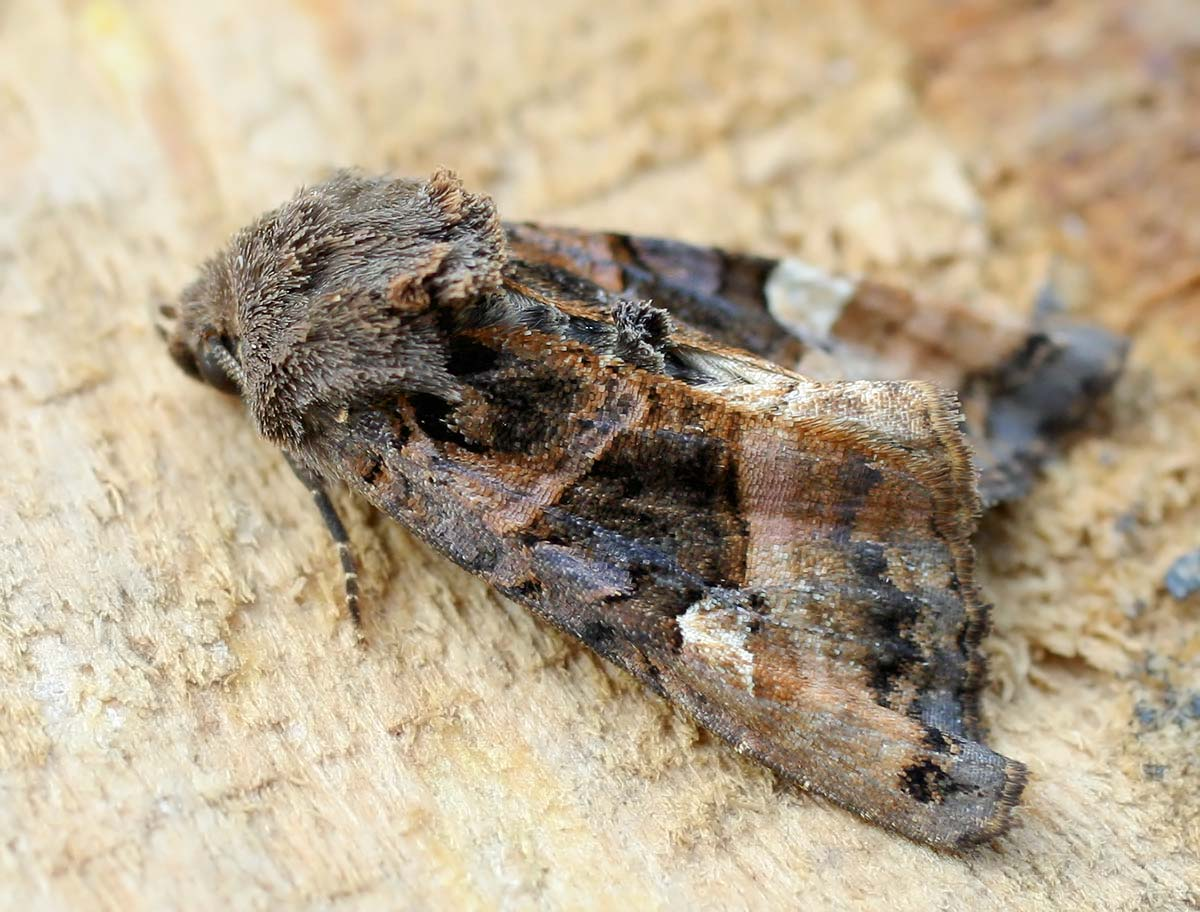
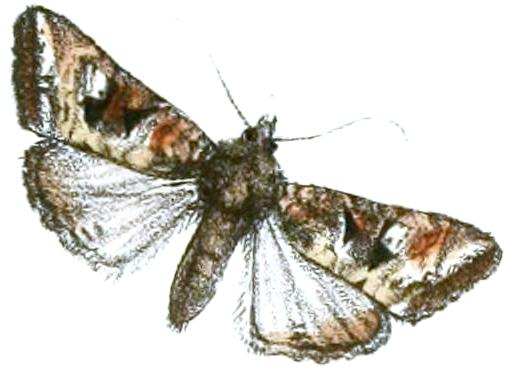
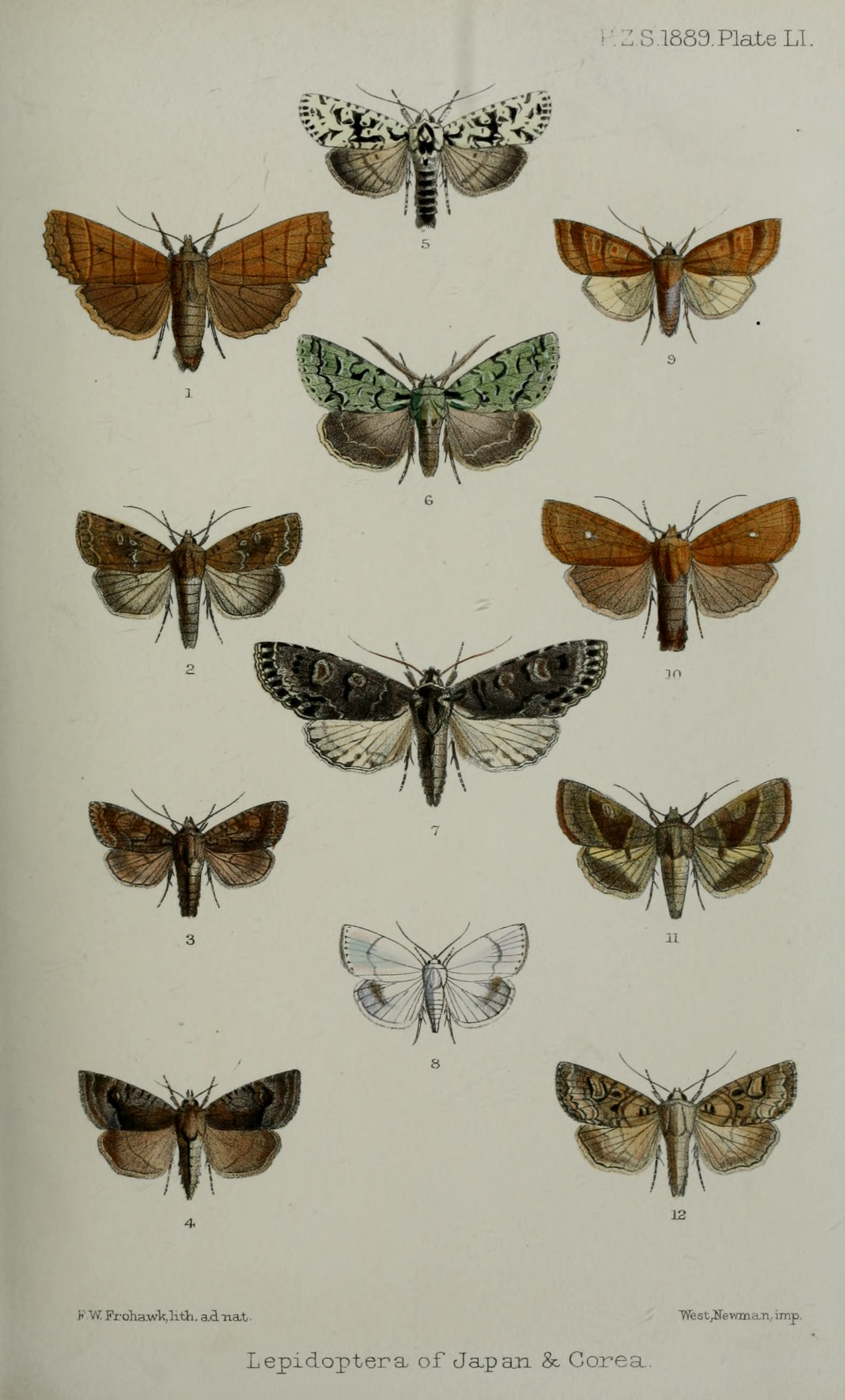